# La petición
La petición és una pel·lícula espanyola de 1976 dirigida per Pilar Miró. Aquest drama compta en el seu repartiment amb Ana Belén, Emilio Gutiérrez Caba, María Luisa Ponte, Eduardo Calvo, Manuel Sierra i Mayrata O'Wisiedo.
Es va estrenar el 22 de setembre de 1976 a Barcelona, i en anglès se la coneix com The Request. Va participar en el Festival Internacional de Cinema de Teheran.

## Argument
Tràfic de les relacions d'un parell de joves: la senyoreta de la casa, Teresa. i el fill de la criada, Miguel Es coneixien des de nens però un dia comencen a veure's amb altres ulls. Ell es converteix en el seu amant, però la seva mort accidental fa que ella s'entregui a un veí, Julián, que la desitja a canvi de fer desaparèixer el cos. Més tard, quan l'aristòcrata Mauricio demana la seva mà, matarà Julián per tal de mantenir el secret.

## Premis
32a edició de les Medalles del Cercle d'Escriptors Cinematogràfics
| Categoria       | Candidata  | Resultat   |
| --------------- | ---------- | ---------- |
| Premi revelació | Pilar Miró | Guanyadora |